# Joseph Croitoru
Joseph Croitoru (* 1960 in Haifa, Israel) ist ein deutscher Historiker, freier Journalist und Autor.

## Leben
Croitoru studierte Geschichte, Kunstgeschichte und Judaistik in Jerusalem und Freiburg im Breisgau. Mit einer Studie über die Geschichte des Selbstmordattentats wurde er 2005 bei Bernd Martin an der Albert-Ludwigs-Universität Freiburg zum Dr. phil. promoviert. Als freier Journalist zunächst für die israelische Presse tätig, schreibt er seit 1992 für deutschsprachige Medien. Bis 2019 schrieb er hauptsächlich für das Feuilleton der Frankfurter Allgemeinen Zeitung sowie für die Neue Zürcher Zeitung. Daneben auch Beiträge für Internationale Politik, Literaturen, Süddeutsche Zeitung, Aus Politik und Zeitgeschichte, Deutsche Welle, Qantara.de sowie Rundfunkbeiträge u. a. für WDR3, WDR5 und Deutschlandfunk. Seit 2020/21 schreibt er außer für die FAZ auch u. a. für Spiegel und taz.
Schwerpunkte seiner journalistischen Arbeit sind Nahost und Osteuropa, jüdische Geschichte, Islam, religiöser Fundamentalismus und Terrorismus. Ebenfalls zum Themenspektrum gehören neben Afrika und globalen Aspekten Wissenschafts- und Medienpolitik sowie Archäologie, Kunst und Literatur. Zu diesen Themenfeldern hält Croitoru auch regelmäßig Vorträge in unterschiedlichen Foren.
2021 wurde ihm der Friedenspreis der Geschwister Korn und Gerstenmann-Stiftung für sein literarisches Wirken für den Frieden in Israel und der Welt zuerkannt.
Er ist verheiratet und lebt in der Nähe von Freiburg im Breisgau.

## Werk
2003 legte Croitoru die vielbeachtete Studie Der Märtyrer als Waffe. Die historischen Wurzeln des Selbstmordattentats vor. Sie stellt die Waffe des Selbstmordattentats in den frühen 1970er Jahren als Erfindung linksgerichteter palästinensischer Kampforganisationen dar, einerseits inspiriert durch die japanischen Kamikaze-Einsätze im Zweiten Weltkrieg und deren mediale Inszenierung, andererseits ein Ergebnis der Kooperation palästinensischer Gruppierungen mit Terroristen der Japanischen Roten Armee. In den 1980er Jahren wurde das Selbstmordattentat von islamistischen Terroristen im Libanon als Waffe entdeckt, bei deren Einsatz gegen die israelischen Besatzungstruppen die Islamisten mit säkularen libanesischen Milizen konkurrierten. Auch wird die weitere Evolution des Selbstmordattentats in verschiedenen Ländern, in denen Selbstmordattentäter zum Einsatz gekommen sind, nachgezeichnet.
Im Frühjahr 2007 veröffentlichte Croitoru das Buch Hamas. Der islamische Kampf um Palästina, das sowohl die Entstehungsgeschichte der palästinensischen islamistischen Terrororganisation Hamas als auch ihren unerbittlichen politischen Konkurrenzkampf mit der säkularen Rivalin Fatah umfassend beleuchtet. Der lange Konflikt zwischen diesen beiden Palästinenserorganisationen mündete schließlich, wie in der 2010 erschienenen aktualisierten Taschenbuchausgabe Hamas. Auf dem Weg zum palästinensischen Gottesstaat dargelegt wird, in die gewaltsame Machtübernahme der Hamas im Gazastreifen im Juni 2007.
Im Herbst 2018 erschien Die Deutschen und der Orient. Faszination, Verachtung und die Widersprüche der Aufklärung. Es ist die erste umfassende Untersuchung zum Islam- und Araberbild der deutschen Aufklärung in der zweiten Hälfte des 18. Jahrhunderts. Zum ersten Mal werden hier Presse, Publizistik, Literatur und Theater vor dem politischen Hintergrund der Zeit beleuchtet. Es wird gezeigt, wie stark der Islam die Deutschen damals beschäftigt und auch gespalten hat und wie zwiespältig ihr Verhältnis zum islamischen Orient war.
Croitoru lasse, konstatierte Lothar Müller in der Süddeutschen Zeitung, „lieb gewordene Illusionen über die Aufklärung des 18. Jahrhunderts platzen“ und setze sein Buch „als eine Warntafel“ gegen diejenigen, die in der aktuellen Islam-Debatte „den Satz verteidigen, der Islam gehöre zu Deutschland“, sich „als Erben der Aufklärung des 18. Jahrhunderts“ sähen und „auf ihre Toleranzgebote und ihre Vorurteilskritik“ beriefen. Stattdessen erkläre Croitoru, die Verachtung des Islam und die Dämonisierung seines Begründers seien auch dort weit verbreitet gewesen, wo man sie nicht vermute, nämlich mitten in der Aufklärung selbst. Croitorus Buch, so Wolfgang Schneider in Deutschlandfunk Kultur, lese man „unweigerlich im Hinblick auf heutige Debatten und Gereiztheiten. Und staunt darüber, wie tief deren Wurzeln sind. Dieses Werk erweitert unser Bild der Aufklärung auf unerwartete Weise“. 2022 war das Buch für die 16. Ausgabe des Sheikh Zayed Book Award in der Kategorie „Arabische Kultur in anderen Sprachen“ nominiert.
Im Februar 2021 folgte Al-Aqsa oder Tempelberg. Der ewige Kampf um Jerusalems heilige Stätten. Das Buch liefert den ersten umfassenden deutschsprachigen Überblick über die 3000 Jahre alte Geschichte des von Juden als Tempelberg und von Muslimen als Al-Aqsa geheiligten Ortes. Es zeichnet den jahrhundertealten Konflikt in Jerusalem um den heiligen Berg und die Klagemauer nach und führt bis in die unmittelbare Gegenwart.
Anne Françoise Weber bemerkte im Deutschlandfunk Kultur, Croitorus „nüchtern geschriebener Überblick über die 3000-jährige Geschichte des heiligen Ortes zeigt deutlich, wie oft politische mit religiöser Agitation einherging und wie viele Eiferer auf beiden Seiten hier immer wieder neues Feuer gelegt haben.“
Micha Brumlik bezeichnete das Buch in der Frankfurter Rundschau als „sorgfältig recherchierte, in jeder Hinsicht detaillierte, ungewöhnlich objektive Studie“. Die „Lektüre dieses Buches“ sei „allen, die das vermeintlich unlösbare Problem des Israel-Palästina-Konflikts schon alleine aus Gründen deutscher Verantwortung umtreibt, eindringlich ans Herz gelegt.“
Christian Meier schrieb in der FAZ, Croitoru gelinge es „exzellent, die Verwobenheit der jüdischen und der muslimisch-arabischen Geschichte herauszuarbeiten und so auch verkürzten Beschreibungen des Nahost-Konflikts mit einseitigen Schuldzuweisungen, wie sie leider allzu oft zu lesen sind, eine nuancierte, elegant geschriebene Darstellung entgegenzusetzen. Croitorus Buch hat viele augenöffnende Erkenntnisse zu bieten.“
Nach dem von der Hamas angeführten Terrorangriff auf Israel am 7. Oktober 2023 veröffentlichte Croitoru im Frühjahr 2024 Die Hamas. Herrschaft über Gaza, Krieg gegen Israel. In dieser aktualisierten Geschichte der Hamas geht Croitoru auch auf die Ereignisse vor, während und nach dem 7. Oktober ein. Christian Meier schrieb in einer Rezension in der Frankfurter Allgemeinen, Croitoru hätte einige Fragen gründlicher behandeln können – etwa die, ob irgendwann die Chance auf eine „Mäßigung der Hamas“ bestand –, doch das Buch besteche durch seinen „genauen, abgewogenen und nüchternen Charakter – ein Gewinn, gerade bei einem so aufgeladenen Thema.“ Eine Rezension von René Wildangel kam zu einem ähnlichen Schluss: „in Zeiten aufgeregter und polemischer Debatten, in denen auch mit viel Unwissen über die Hamas hantiert wird“, sei das Buch „uneingeschränkt zu empfehlen.“

## Schriften (Auswahl)
- Der Märtyrer als Waffe. Die historischen Wurzeln des Selbstmordattentats. Carl Hanser Verlag, München 2003, ISBN 3-446-20371-0.
- Hamas. Der islamische Kampf um Palästina. C.H. Beck Verlag, München 2007, ISBN 978-3-406-55735-4.
  - aktualisierte Ausgabe: Hamas. Auf dem Weg zum palästinensischen Gottesstaat. dtv, München 2010, ISBN 978-3-423-34600-9.
- Die Deutschen und der Orient. Faszination, Verachtung und die Widersprüche der Aufklärung. Carl Hanser Verlag, München 2018, ISBN 978-3-446-26037-5.
- Al-Aqsa oder Tempelberg. Der ewige Kampf um Jerusalems heilige Stätten. C.H. Beck Verlag, München 2021, ISBN 978-3-406-76585-8.
- Die Hamas. Herrschaft über Gaza, Krieg gegen Israel. C.H. Beck Verlag, München 2024, ISBN 978-3-406-81697-0.
- Die Hisbollah. Irans Schattenarmee vor den Toren Israels. C.H. Beck Verlag, München 2025, ISBN 978-3-406-82909-3.